# Усланка (река)
У́сланка — река в России, протекает по территории Подпорожского и Олонецкого районов Ленинградской области, Карелии.

## География и гидрология
Река берёт своё начало из Ташкенского озера. По правому берегу река впадает в Свирь в 105 км от устья последней. Устье реки расположено у деревни Усланки.
К бассейну Усланки относятся озёра:
- Ташкенское
- Карниж
- Лоянское
- Долгое

Длина реки составляет 7 км, площадь водосборного бассейна — 263 км².

## Данные водного реестра
По данным государственного водного реестра России относится к Балтийскому бассейновому округу, водохозяйственный участок реки — Свирь без бассейна Онежского озера, речной подбассейн реки — Свирь (включая реки бассейна Онежского озера). Относится к речному бассейну реки Нева (включая бассейны рек Онежского и Ладожского озера).